# 거룩한 땅

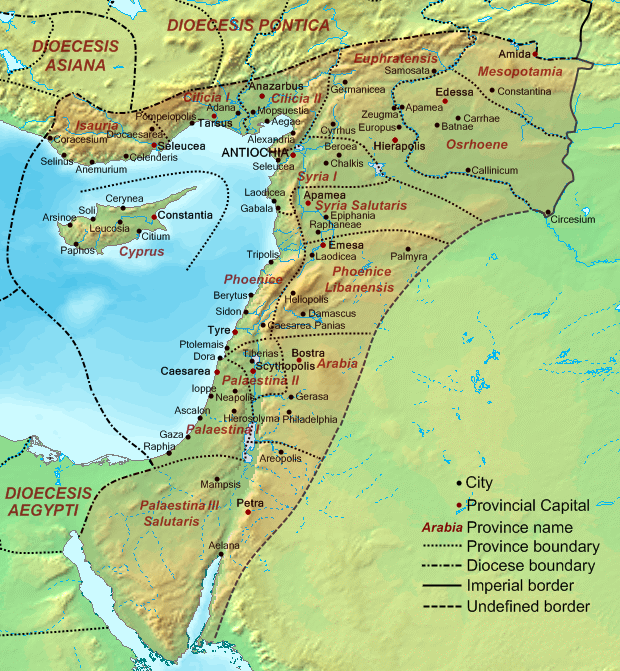

거룩한 땅(히브리어: אֶרֶץ הַקוֹדֵשׁ, 라틴어: Terra Sancta)은 이스라엘, 팔레스타인 지역에서 종교적 또는 전승적으로 특별한 의미를 지닌 장소를 가르킬때 쓰인 용어이다. 유대인들은 약속의 땅 가나안을 거룩한 땅이라고도 하였다(슥 2:12). 기독교는 예수가 태어난 이스라엘 팔레스타인 지역을 거룩한 땅으로 여기기도 하지만 최종적으로는 하늘 나라, 천국을 거룩한 땅으로 본다.

## 같이 보기
- 성지
- 홀리랜드
- 약속의 땅